# Winter Kills
Winter Kills es el sexto álbum de estudio de la banda estadounidense de metal DevilDriver. El álbum fue lanzado el 27 de agosto de 2013, a través de Napalm Récords. Este es el primer álbum de Devildriver que presenta a Chris Towning como bajista principal. Aunque Towning era un miembro de gira desde 2012, no se incorporó de forma permanente hasta febrero de 2013.
La grabación de partes instrumentales tuvo lugar en Audiohammer Studios en Sanford, Florida y el álbum fue producido por Mark Lewis. El álbum está disponible en varias configuraciones diferentes que pueden incluir temas extra o un DVD en vivo. Este sería el último álbum de DevilDriver con los miembros fundadores John Boecklin y Jeff Kendrick, antes de que ellos dejaran la banda en octubre de 2014.
El tema "Sail" es una versión hecha por el grupo de una canción de la banda indie AWOLNATION. El vocalista Dez Fafara se puso en marcha con el original por sus hijos adolescentes.

El disco tal vez haya sido inspirado en la novela de Richard Condon, titulada "Winter Kills".